# Neorhacodes enslini
Neorhacodes enslini är en stekelart som först beskrevs av Ruschka 1922.  Neorhacodes enslini ingår i släktet Neorhacodes och familjen brokparasitsteklar. Arten är reproducerande i Sverige. Inga underarter finns listade i Catalogue of Life.